# Chokoladekrydset
Chokoladekrydset er en betegnelse for krydset mellem Ringvej 4 og Ballerup Byvej i Ballerup ved Toms Chokoladefabrik.